# Les Paradis perdus (film)
Pour les articles homonymes, voir Les Paradis perdus.
Pour plus de détails, voir Fiche technique et Distribution.
Les Paradis perdus est un court métrage réalisé par Hélier Cisterne en 2008.

## Synopsis
Fin mai 68, Paris. Isabelle, lycéenne, rentre chez elle après une course poursuite avec des gardes mobiles dans laquelle elle a perdu de vue son petit ami. Face à son comportement dans l'appartement familial, ses parents décident de partir en province pour fuir les troubles parisiens. Le lendemain Isabelle se réveille dans une maison de campagne. Elle veut à tout prix retourner à Paris mais sa mère s’y oppose formellement. Son père apprend que son usine est occupée, il doit retourner à Paris. Isabelle, décidée, se cache dans le coffre du break familial.

## Fiche technique
- Titre : Les Paradis perdus
- Réalisation : Hélier Cisterne
- Scénaristes : Gilles Taurand et Hélier Cisterne
- Image : Fabrice Main
- Son : Florent Klockenbring, Benjamin Viau
- Montage : Thomas Marchand
- Production : Les Films du Bélier
- Genre : court métrage
- Durée : 30 minutes

## Distribution
- Julie Duclos
- Philippe Duclos
- Marie Matheron

## Distinctions
- Prix Jean-Vigo 2008 du court métrage
- Nomination aux Césars 2009 dans la catégorie du meilleur court métrage